# Somluck Kamsing
Somluck Kamsing (Somrak Khamsing ou Somrak Kumsing) (thaï : สมรักษ์ คำสิงห์) est un nak muay, boxeur, acteur et chanteur thaïlandais né le 16 janvier 1973 à Khon Kaen.
En 1996 il devient le premier athlète thaïlandais à remporter une médaille d'or aux Jeux Olympiques,.

## Carrière
Sa carrière débute avec le Muay Thaï dès 7 ans, âge de son 1er combat. C'est une véritable légende de ce sport. Il a réalisé plus de 300 combats en Muay Thaï avec seulement une dizaine de défaites et 1 nul. Il ne détient pas de ceinture en Muay Thaï car les promoteurs n'osaient pas le faire combattre et savaient que ses adversaires avaient peu de chance de gagner. Il était no 1 en 126 LBS (57 kg) dans tous les stadiums. 
Son style de boxe était "fimeu" (technicien) et il remporta beaucoup de combats par K.O. avec des techniques de coudes. Sa plus grande victoire est d'avoir battu Chamophet, "l'homme aux 9 ceintures", le meilleur nak muay de son époque.
Plus tard, il s'orienta vers la boxe anglaise car cela rapportait plus d'argent. Il réussit l'exploit de devenir le 1er champion olympique de boxe anglaise aux Jeux d'Atlanta en 1996 dans la catégorie poids plumes,, après une carrière en Muay Thaï. Il réalisa plus de 200 combats en boxe anglaise avec une cinquantaine de défaites.
Il s'est ensuite reconverti en tant qu'entraineur et a ouvert son propre Camp dont a fait partie une autre légende, Saenchai Sor Kingstar.
Il est aussi acteur dans quelques films dont Born To Fight de Panna Rittikrai en 2004, Soi Cowboy de Thomas Clay en 2008 et Une prière avant l'aube de Jean-Stéphane Sauvaire en 2018.
En 2018, Somluck se retrouve en faillite,. Il est condamné en 2025 à trois ans de prison pour une tentative de viol. L’ancien boxeur, qui nie les faits présumés qui lui sont reprochés, a fait appel du verdict et obtenu sa libération sous caution.

## Parcours aux Jeux olympiques
Somluk Kamsing représente la Thaïlande dans la discipline Boxe anglaise, catégorie poids plumes aux Jeux Olympiques de Barcelone (1992), d'Atlanta (1996), de Sydney (2000) et d'Athènes (2004). Il obtient la médaille d'or aux Jeux olympiques d'été de 1996 à Atlanta (poids plumes) :
- Bat Luis Seda (Porto Rico) 13-2
- Bat Phillip Ndou (Afrique du Sud) 12-7
- Bat Ramaz Paliani (Russie) 13-4
- Bat Julio Pablo Chacón (Argentine) 20-8
- Bat Serafim Todorov (Bulgarie) 8-5

## Filmographie
- 2003 : Soul (หลอน)
- 2003 : Ghost Delivery (คนสั่งผ)
- 2004 : Born To Fight (เกิดมาลุย)
- 2006 : Le maître d'armes (scènes coupées)
- 2008 : Soi Cowboy
- 2012 : Fighting Fish (ไฟท์ติ้ง ฟิช ดุ ดวล ดิบ)
- 2018 : ขุนบันลือ
- 2018 : Une prière avant l'aube[12]
- 2019 : Heart of Gold (หัวใจทองคำ) (documentaire)
- 2019 : I Believe I Can Fight (สงกรานต์ แสบสะท้านโลกันต์)